# Christian Staib
Christian Staib (10 de fevereiro de 1892 — 16 de maio de 1956) foi um velejador norueguês, campeão olímpico. Ele competiu nos Jogos Olímpicos de Verão de 1912 na classe 12 Metre e conquistou a medalha de ouro na disputa a bordo do Magda IX com Johan Anker, Eilert Falch-Lund, Halfdan Hansen, Magnus Konow, Arnfinn Heje, Alfred Larsen, Nils Bertelsen, Petter Larsen e Carl Thaulow.